# Sunway TaihuLight
Le TaihuLight (chinois : 神威·太湖之光, Shénwēi·tàihú zhī guāng) est un supercalculateur situé à Wuxi, dans la province du Jiangsu, en Chine. Son nom chinois se traduit littéralement par "La toute-puissance divine du Lac Taihu". 
Il est le premier ordinateur à avoir dépassé la barre des 100 Petaflops.
C'est également l'ordinateur le plus puissant au monde en juin 2016 selon le 47e classement du TOP500. Il est le successeur du Tianhe-2, premier au classement du TOP500 depuis novembre 2015. Il utilise des processeurs RISC 64-bits ShenWei (ou Sunway), également conçu à Wuxi, comportant des instructions SIMD, et de l'exécution dans le désordre. Un bus PCIe 3.0 fournissant 16 GB/seconde de pic de bande passante nœud à nœud est utilisé pour les intercommunications. Le système a une capacité totale de 93 pétaflops, soit trois fois plus que Tianhe-2, et cinq fois plus que le premier superordinateur américain, Titan,,,,,.
Il a, de plus, en août 2016, été classé en 3e place du Green 500, comparant l'efficacité énergétique des supercalculateurs, avec 6 051,30 MFLOPS/W, il est le seul des dix premiers avec cette échelle de puissance de 15 371 kW, les autres étant des petits super calculateurs avec une puissance de 50 et 190 kW. Une des raisons qui a permis d'atteindre cette performance énergétique est la simplification du cache des microprocesseurs, elle réduit également la puissance brute par cœur, mais le gain de puissance électrique permet en même temps de créer un supercalculateur plus puissant dans sa globalité.
Il utilise le système d'exploitation Sunway RaiseOS dérivé de Linux. Les autres parties de son système logiciel incluent des compilateurs C/C++ et Fortran, ainsi que des bibliothèques mathématiques associées, le plus gros ayant déjà été porté sur cette architecture ShenWei depuis les générations précédentes. Les développeurs ont également développé leur propre implémentation d'OpenACC 2.0 pour la parallélisation des calculs.

## Caractéristiques
- Lieu : National Supercomputing Center de Wuxi, province du Jiangsu en Chine[1] ;
- Constructeur : NRCPC[1] ;
- Nombre de processeurs : 40 960[1] ;
- Nombre de cœurs : 10 649 600[1] ;
- Performance Linpack (Rmax) : 93 014,6 Tflop/s[1] ;
- Pic théorique (Rpeak) : 125 436 Tflop/s[1] ;
- Puissance : 15 371,00 kW[1] ;
- Rendement : 6 Gflops/W[1] ;
- Mémoire : 1 310 720 Go[1] ;
- Processeur : Sunway SW26010 260C 1.45GHz[1] ;
- Interconnexion : Sunway[1] ;
- Système d'exploitation : Sunway RaiseOS 2.0.5[1], un système d'exploitation distribué basé sur le noyau Linux[12].

## Historique

### Compétition internationale
Le développement des supercalculateurs se déroule dans un contexte de compétition économique et politique entre les nations développées. En 2001, le TOP500 ne comptait aucun ordinateur d'origine chinoise. 
Désormais, la Chine détient 167 places dans ce classement et dépasse ainsi les Américains, qui en comptent 165,,. 
Le classement TOP500 de juin 2017 donne les premières places aux pays suivants :
1. Chine ;
2. Chine ;
3. Suisse ;
4. États-Unis ;
5. États-Unis;
6. États-Unis ;
7. Japon ;
8. Japon ;
9. États-Unis ;
10. États-Unis ;
11. Royaume-Uni ;
12. États-Unis.

En novembre 2020, il est encore en quatrième position, derrière un japonais en tête, suivi de deux américains.

### Volonté d'indépendance de la Chine
Le Sunway TaihuLight est équipé d'environ 41 000 processeurs, tous de conception chinoise, alors que les précédents systèmes incluaient des puces de fabricants américains, provenant principalement d'Intel. 
Les Chinois ont voulu améliorer la performance du supercalculateur Tianhe-2 qui utilise des processeurs Intel. Cependant, les autorités américaines n’ont pas donné à Intel l’autorisation d’exporter ses processeurs haute performance vers la Chine. Les États-Unis ont évoqué une menace à la sécurité nationale. Selon eux, les Chinois conçoivent des superordinateurs à des fins de développement d’armes nucléaires.